# Gertrud Kauders

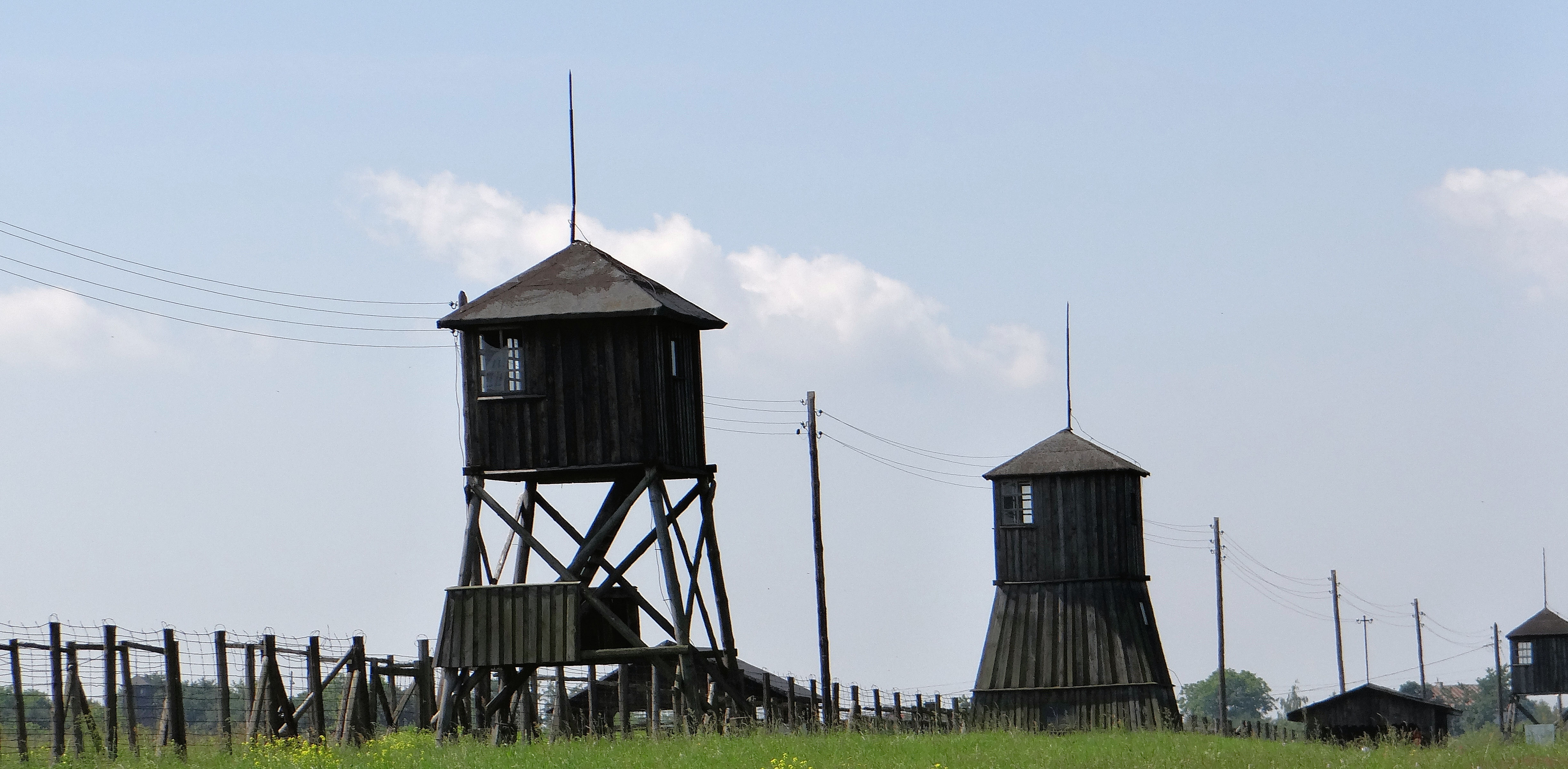
Strážní věže bývalého koncentračního tábora Majdanek (2013)

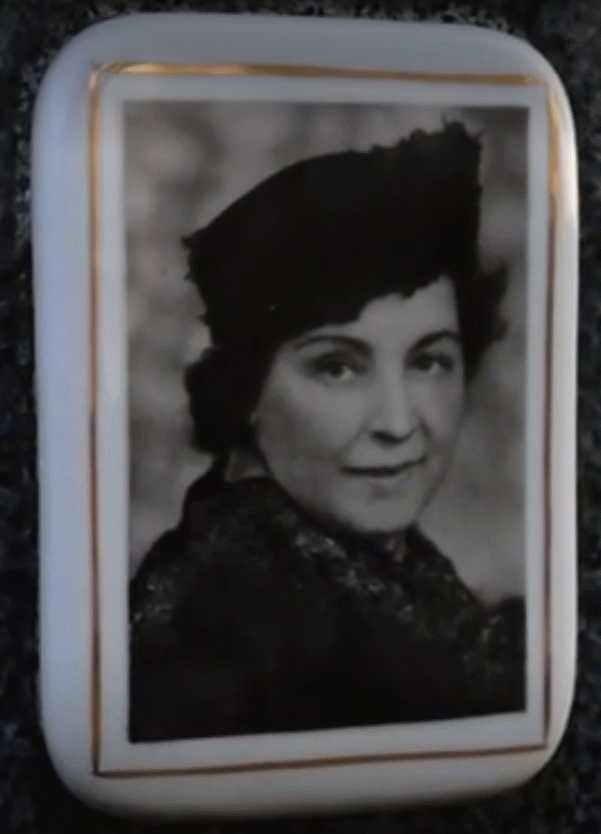
Fotografie Natálie Jahůdkové na náhrobku na hřbitově v Praze na Zbraslavi

Gertrud Kauders (též Gertrude Kauders či Gertruda Kaudersová) (26. dubna 1883, Praha – po 17. květnu 1942, KT Majdanek, Polsko) byla německy hovořící pražská židovská malířka.

## Život

### Rodina a studia
Gertrud Kauders se narodila v Praze na Starém Městě 26. dubna 1883 jako mladší ze dvou dětí. Jejím otcem byl právník, advokát JUDr. Sigmund Kauders (1848–1919 Praha), jeden ze tří akcionářů Pražské porcelánky a její matkou byla Emilie Kauders, rozená Bendová z Prahy, známá jako „Emmy“ (* 1858 Praha – duben 1923). Gertruda studovala speciální krajinářskou školu pro ženy na Akademii výtvarných umění v Praze u českého malíře Otakara Nejedlého. Žačkou malíře Otakara Nejedlého byla i Gertrudina spolužačka a kamarádka Natálie Jahůdková.

### Tvorba
Ve své tvorbě se Gertrud Kauders soustřeďovala na figurální kompozice a portréty. Malovala především technikou akvarelu a kvaše, kreslila tužkou a barevnými pastely.
Malířka vystavovala již v roce 1924 v pražském Rudolfinu společně se Spolkem německých malířek. V lednu 1926 připravila Concordia (spolek německých spisovatelů a umělců v Čechách) v prostorách Krasoumné jednoty výstavu obrazů a grafik německých umělců z Čech. Historik umění Dr. Oskar Schürer této výstavě v recenzi na stránkách Tribuny na jedné straně vytkl určité nedostatky, ale na druhé straně pochválil práce Gertrudy Kauders.
... Radost, že (výstava) poskytuje přehled německé tvorby v Čechách, kalí četné ústupky při volbě a pochybené návěští. Označení „přehled“ musí být nahrazeno slovem „ukázky“. A tyto ukázky někdy zarážejí. Ale přes to tu lze zaznamenati několik potěšitelných talentů. Na př. velmi obratně provedené a barevně půvabné akvarely od Gertrudy Kaudersové, snad nejzdařilejší věc z celé výstavy, neboť jsou ve svých hranicích dokonalé. ...
kunsthistorik Dr. Oskar Schürer, recenze, 
Její díla byla zastoupena i na několika prestižních předválečných pražských výstavách. Dvě její olejomalby („Komposition“ a „Siesta“) byly ve druhé polovině 30. let 20. století prezentovány (jako díla hostující malířky) na dvou výstavách pořádaných uměleckým spolkem Prager Secession.  Z jejího díla se po druhé světové válce prakticky nic nedochovalo.

### Deportace
Dne 12. května 1942 byla Gertrud Kauders transportem „Au“ (pod osobním číslem 671) deportována z Prahy do Terezína. Dne 17. května 1942 pak byla následně deportována transportem „Ay“ (pod osobním číslem 859) z Terezína do koncentračního tábora Majdanek, kde byla (někdy po 17. květnu 1942) zavražděna.

## Nález
Před prázdninami roku 2018 nalezl (při generální opravě a rekonstrukci) pracovník Michal Ulvr s kolegou ze zapsaného sociálně družstevního spolku AKORN asi 30 pastelů a akvarelů zazděných na půdě ve vikýři v domě poblíž hřbitova v pražské Zbraslavi, kde kdysi bydlela Natálie Jahůdková. Po dalším hledání se pak v domě našlo ještě asi 700 maleb a skic. (Všechny od Gertrud Kauders.)
Otevřeli jsme starý vikýř, který byl zazděný, a kolega říkal, že to je nějaké podezřelé a duté, a přitom je to z jedné strany strop a z druhé podlaha. Zapáčil jsem tedy pod prkna do mezistropového prostoru a tam dřevěná dvířka. Rupnul jsem s nimi a náhle jsem byl zavalen plátny a skicami, ...
Michal Ulvr, rozhovor, 
Natálie Jahůdková (1895–1977) zemřela ve věku 82 let aniž se komukoliv o úkrytu zmínila. Současný majitel domu Jakub Sedláček je vzdáleným příbuzným Natálie Jahůdkové (byla to jeho prateta). Po nezbytných restaurátorských zásazích (obrazy jsou z laického pohledu velmi zachovalé), vyřešení majetkových práv a dědických nároků hodlal Jakub Sedláček nalezená díla věnovat Židovskému muzeu v Praze. Nakonec část nálezu dle rozhodnutí nejbližších příbuzných autorky v muzeu opravdu skončila.  Pravděpodobně se jedná o téměř kompletní dílo malířky Gertrud Kauders.  Na začátku německé okupace Čech a Moravy svěřila Gertrud rodině Sedláčkových (v roce 1939) nejprve nábytek a později i svoje obrazy, na něž se ale časem (a po smrti Natálie Jahůdkové) zapomnělo.

## Galerie

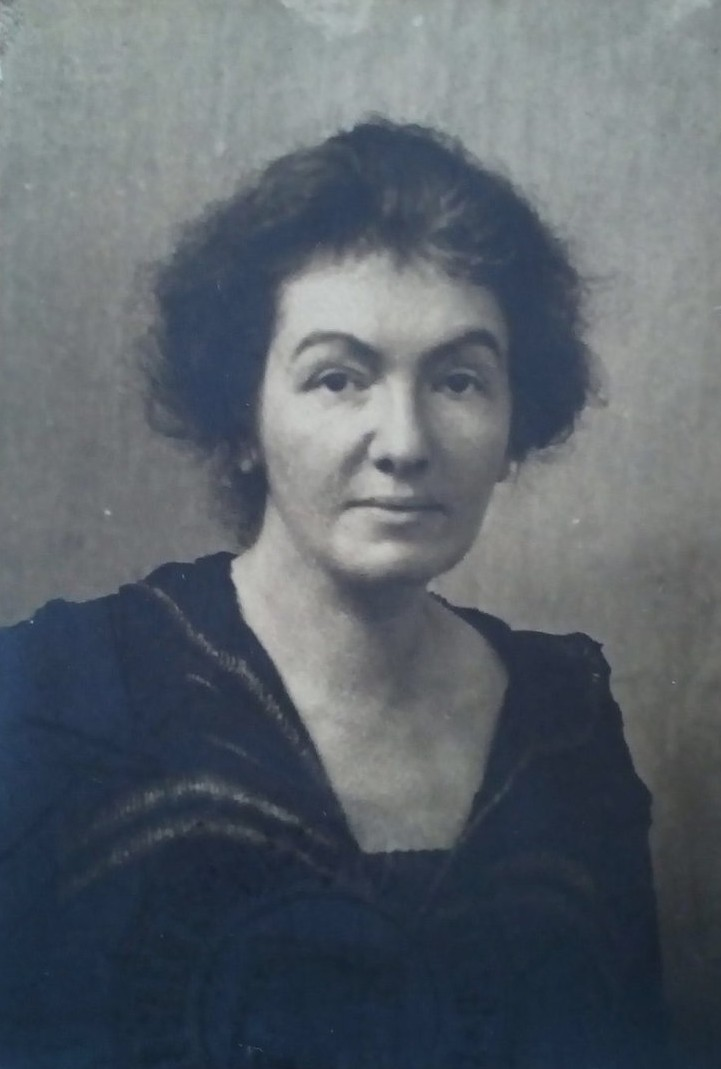
Autoportrét
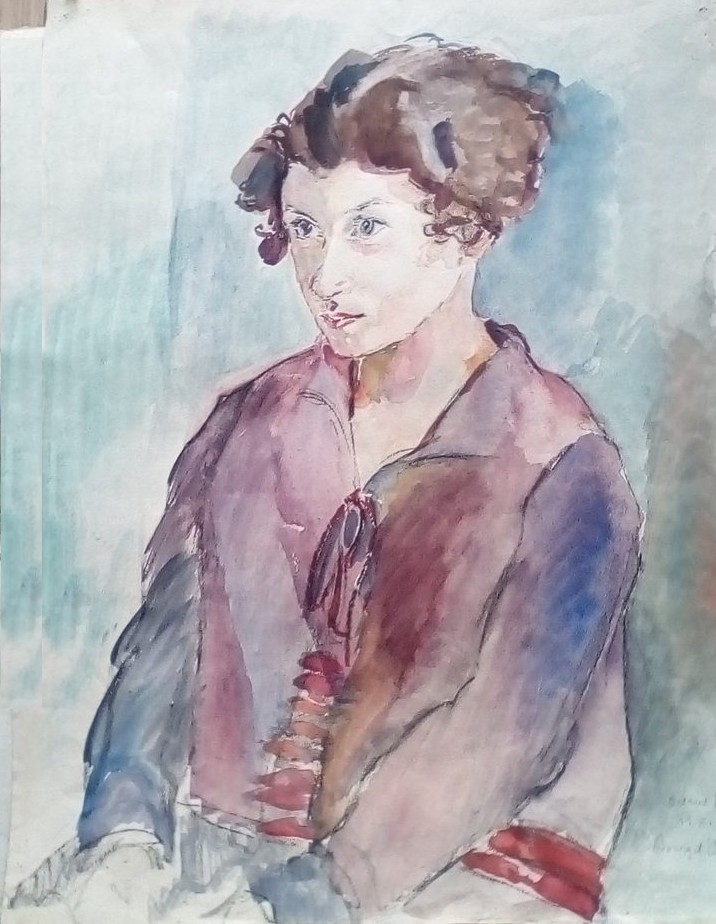
kresba dívky (akvarel)
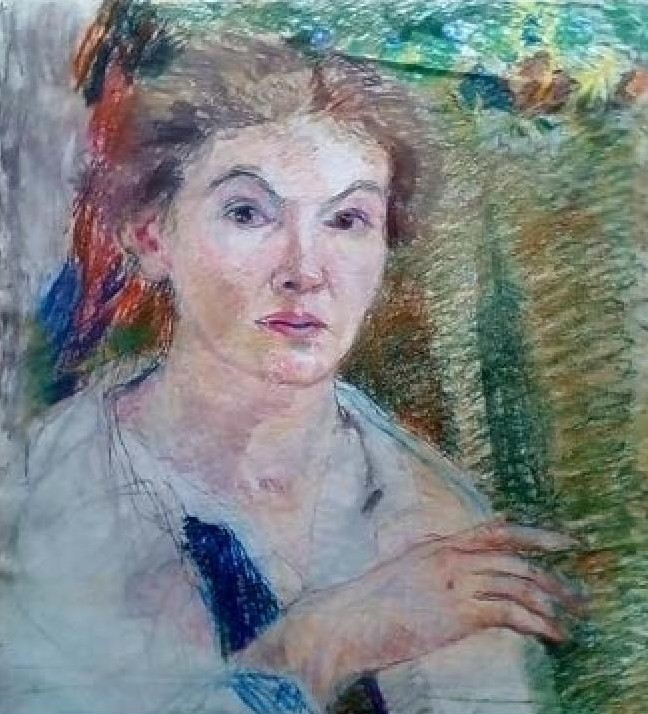
kresba dívky (pastel)
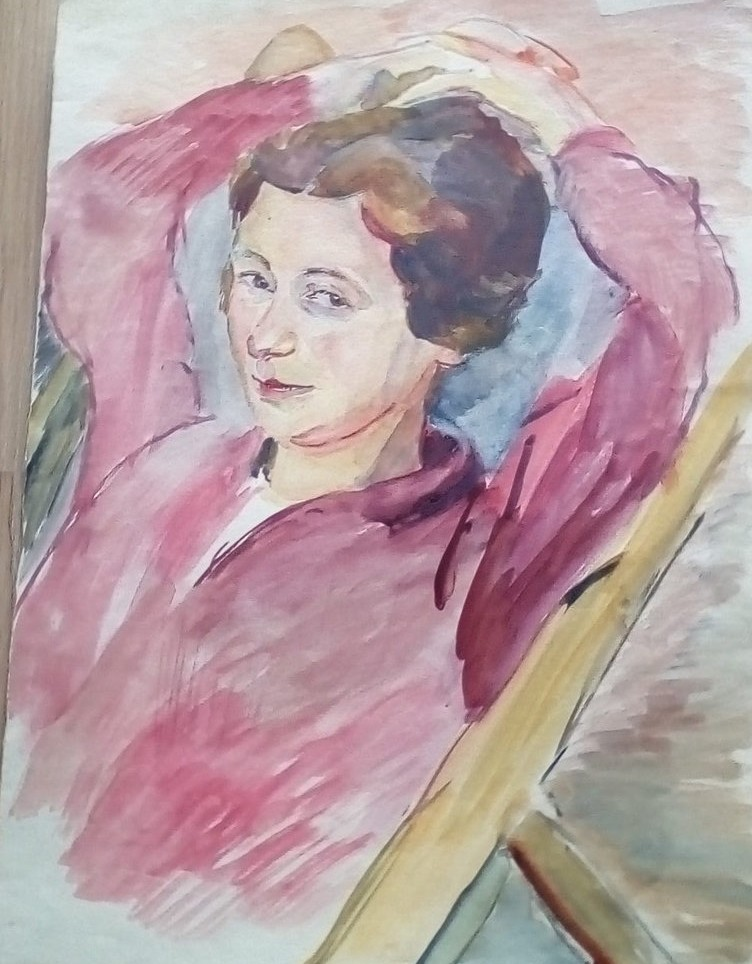
kresba dívky v lehátku (akvarel)
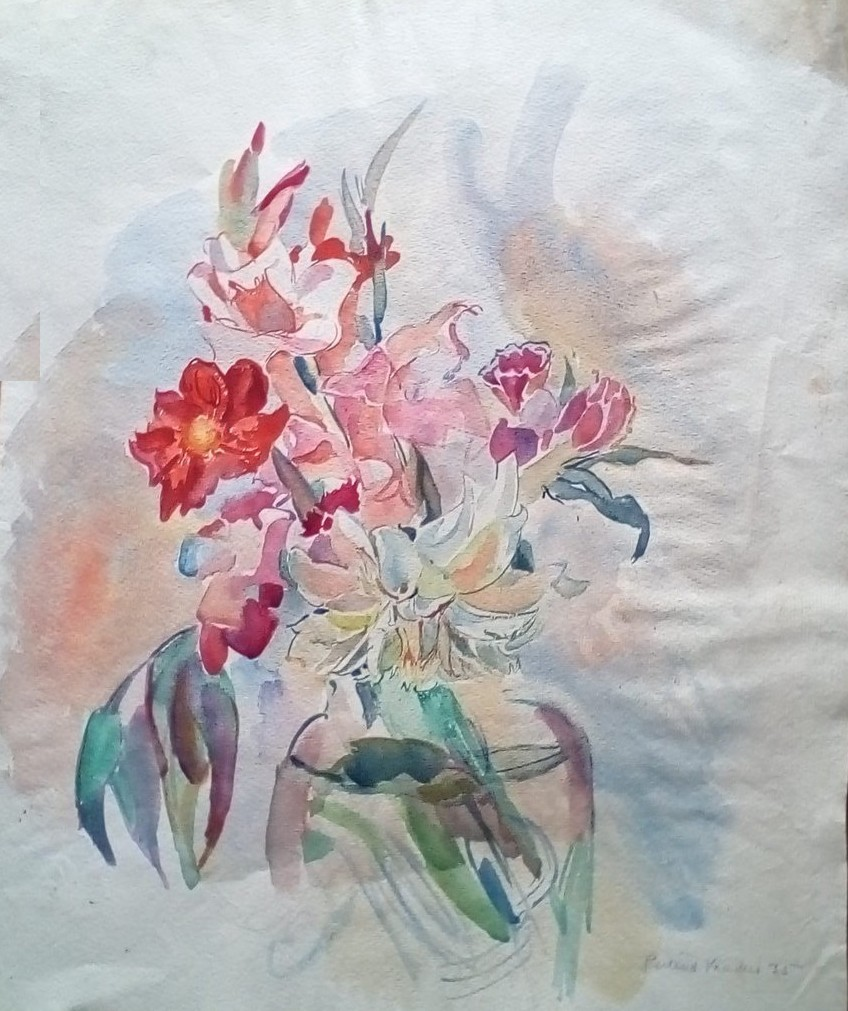
Květiny (akvarel)
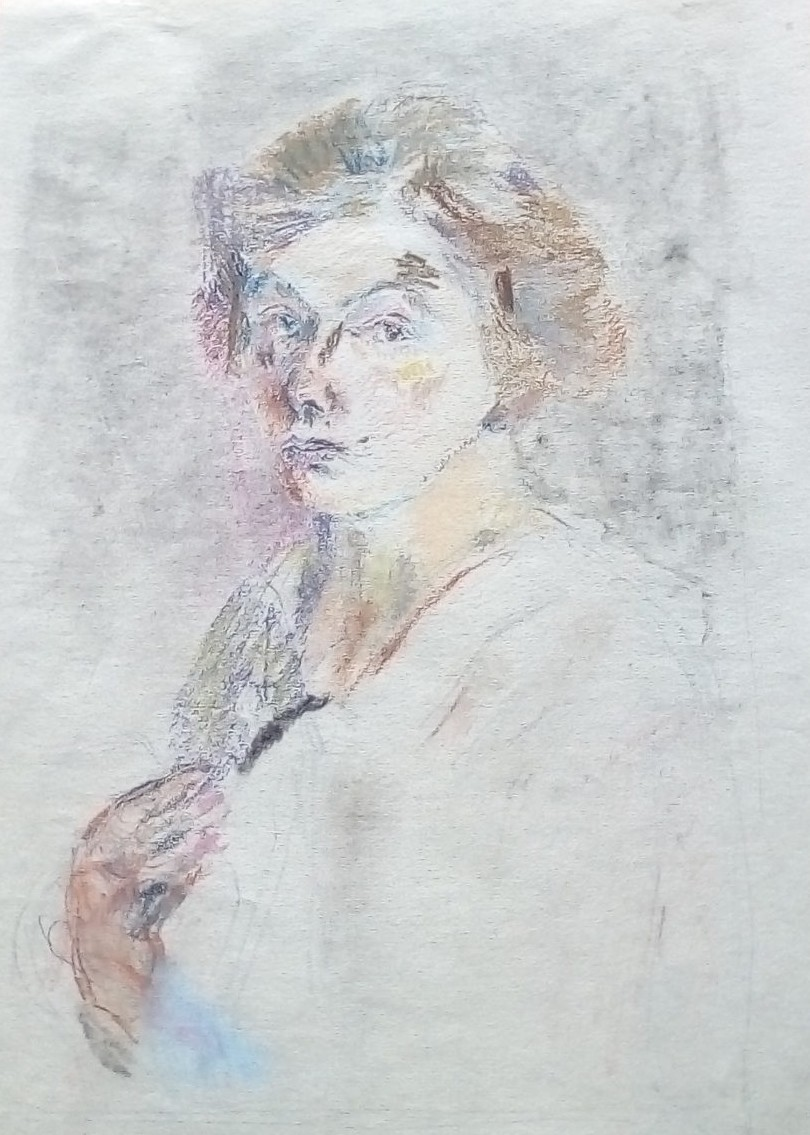
kresba dívky (patrně autoportrét)